# ¡El Móndrigo! Bitácora del Consejo Nacional de Huelga
¡El Móndrigo! Bitácora del Consejo Nacional de Huelga es un libelo propagandístico de autor desconocido publicado por la Secretaría de Gobernación o la Dirección Federal de Seguridad (DFS) del gobierno de México luego del movimiento de 1968 en México cuyo objetivo era justificar ideológicamente entre la sociedad el terrorismo de Estado hacia dicho movimiento luego del 2 de octubre de 1968.

## Contexto
¡El Móndrigo!... forma parte de una serie de libros publicados desde el patrocinio del gobierno de México con el fin de situar una versión oficial del 2 de octubre de 1968, para lo cual recurrió tanto a periodistas y escritores afines al gobierno textos anónimos y mejorar así a imagen del entonces presidente Gustavo Díaz Ordaz justificando sus decisiones. Entre estos textos se encuentra un texto que reflejaría la versión oficial que nunca vio la luz llamado simplemente Tlatelolco; otros fueron Tlatelolco, historia de una infamia de Roberto Blanco Moheno, La plaza de Luis Spota y Nuevo movimiento estudiantil, publicado bajo el pseudónimo de Antonio Caminante.

## Descripción
El texto se distribuyó de manera gratuita en sitios públicos del país como cines y mercados y la Ciudad Universitaria de la UNAM con el fin de que se popularizara, así como eventos del Partido Revolucionario Institucional (PRI). Fue publicado por una editorial falsa, Alba Roja y tuvo tres ediciones con correcciones intermedias y tres reimpresiones y con el fin de que tuviera realismo, el texto recibió información de inteligencia de la propia DFS. No contenía notas editoriales de cuidado de edición o de impresión como contienen habitualmente los libros.
El libelo promueve la versión de que se habría escrito luego del hallazgo de unos papeles en el cadáver de un estudiante apodado "El Móndrigo" supuestamente integrante del Consejo Nacional de Huelga asesinado en el tercer piso del edificio Chihuahua y que confirmaba la hipótesis difundida desde el gobierno de que el movimiento era parte de una "conjura comunista" mundial. 

## Impacto cultural
Al respecto del libelo el escritor Carlos Monsiváis comentó que ¡El Móndrigo! es una confirmación de la política autoritaria del gobierno de entonces:

transmite el espíritu febril del díazordacismo, la seguridad de un presidente de la República de estar rodeado de sórdidos complots, el odio compacto a la serie de nombres de activistas e intelectuales que en conjunto representaban la desobediencia a la autoridad. En rigor, una Bitácora del descontrol síquico de los corredores del poder, El Móndrigo nos aproxima al manejo enloquecido de la información que culminó con el genocidio del 2 de octubre.
Carlos Monsiváis, "De libelos y libros".

En una carta de 1969 el escritor Octavio Paz dijo a Carlos Fuentes que el autor del libelo habría sido el filósofo Emilio Uranga "y cuyo único propósito es injuriar a (Luis) Villloro, a Ricardo Guerra, a (Ramón) Xirau". Se refiere también a Jorge Joseph, político del PRI como autor del texto.
Victoria Carpenter (2018) habría encontrado relaciones discursivas entre el lenguaje usado en el libelo y el diario del propio Gustavo Díaz Ordaz, por ejemplo, en el uso de la palabra "muertitos" refiriéndose a las víctimas de la matanza, "habrá algunos muertitos". En tanto Díaz Ordaz refiere en su diario "por fin habían ganado sus muertitos, ¡a un costo tan alto!"